# Кониль, Гарри
Гарри Кониль (фр. Garry Conille; род. 26 февраля 1966, Порт-о-Пренс) — гаитянский учёный, социальный работник и государственный деятель; премьер-министр Гаити с 18 октября 2011 по 14 мая 2012 года и с 3 июня по 10 ноября 2024 года.

## Биография
Работал в медицинской сфере и структурах ООН. Во время его первого премьерства процесс ратификации его кандидатуры начался 8 сентября 2011 года. Ему предшествовали прения, может ли Гарри Кониль быть выдвинут на этот пост, так как по конституции он должен был проживать не менее пяти лет подряд на территории страны. Президент поддержал выдвижение, аргументировав это тем, что Гарри Кониль работал врачом в системе ООН и может быть освобождён от этого требования. Палата депутатов 16 сентября единогласно одобрила его кандидатуру, 5 октября парламент Гаити подтвердил назначение, тем самым Гарри Кониль стал 16-м и самым молодым со времени принятия текущей конституции премьер-министром Гаити.
Подал в отставку 24 февраля 2012 года, но продолжал исполнять обязанности премьер-министра до назначения Лоран Ламотa 14 мая, который оказался более молодым премьер-министром Гаити.
Женат на Бетти Руссо, дочери бывшего премьер-министра Гаити Марка Базена. В этом браке рождены дочери-двойняшки: Сорайя и Гаэль.
28 мая 2024 года был избран временным премьер-министром шестью из семи членов Переходного президентского совета Гаити с правом голоса в соответствии с процедурой выдвижения кандидатов, которая вызвала критику внутри страны за медленный прогресс после отставки Ариэля Анри 24 апреля 2024 года и на фоне продолжающихся беспорядков на Гаити. Он был приведён к присяге 3 июня 2024 года.
10 ноября 2024 года переходный совет опубликовал в газете «Le Moniteur» указ о замене Кониля бизнесменом и бывшим политическим кандидатом Аликсом Дидье Фис-Эме. Кониль назвал своё увольнение «незаконным». Конституция Гаити разрешает увольнять премьер-министра только парламенту, а на момент отставки Кониля не было никакого парламента.